# ゴジてれ土曜版
『ゴジてれ土曜版』（ゴジてれどようばん）は、1999年4月から2013年3月30日まで福島中央テレビで放送されていた情報番組。放送時間は毎週土曜 16:25 - 17:30（JST）。

## 概要
1993年12月に『輝いて…土曜日』が終了以降、この時間帯は日本テレビから『TVおじゃマンボウ』をネットしていたが、同番組のネットを打ち切る形で開始。当番組の平日版『ゴジてれ Chu !』（2008年3月までは『ゴジてれシャトル』）で放送したコーナーの総集編を放送。ほか、この番組独自の特集も放送する。放送開始当初は『ギューッとゴジてれ土曜版』のタイトルで放送されていた。2013年4月改編に伴い、同年3月30日をもって終了。同年4月7日からは当番組の後継番組として『ゴジてれ×Sun!』を開始した。

## MC
| 期間       | 期間      | メイン   | サブ       | サブ       | サブ       |
| ---------- | --------- | -------- | ---------- | ---------- | ---------- |
| 1999.4     | 2002.3    | 菊池章夫 | 中山由佳   | 中山由佳   | 中山由佳   |
| 2002.4     | 2004.10.9 | 中山由佳 | 田部井華子 | 田部井華子 | 田部井華子 |
| 2004.10.16 | 2008.3.29 | 鈴木美伸 | 馬場由美子 | 馬場由美子 | 馬場由美子 |
| 2008.4     | 2009.3    | 鈴木美伸 | 三浦功将   | 三浦功将   | 三浦功将   |
| 2009.4     | 2011.12   | 大野智子 | 三浦功将   | 三浦功将   | 三浦功将   |
| 2012.1     | 2012.3    | 大野智子 | 須賀宣之   | 下田武史   | 緒方太郎   |
| 2012.4     | 2012.12   | 大野智子 | 須賀宣之   |            | 緒方太郎   |
| 2013.1     | 2013.3    | 須賀宣之 | 中山可那子 | 大橋聡子   | 大野智子   |